# Estadio José Zorrilla

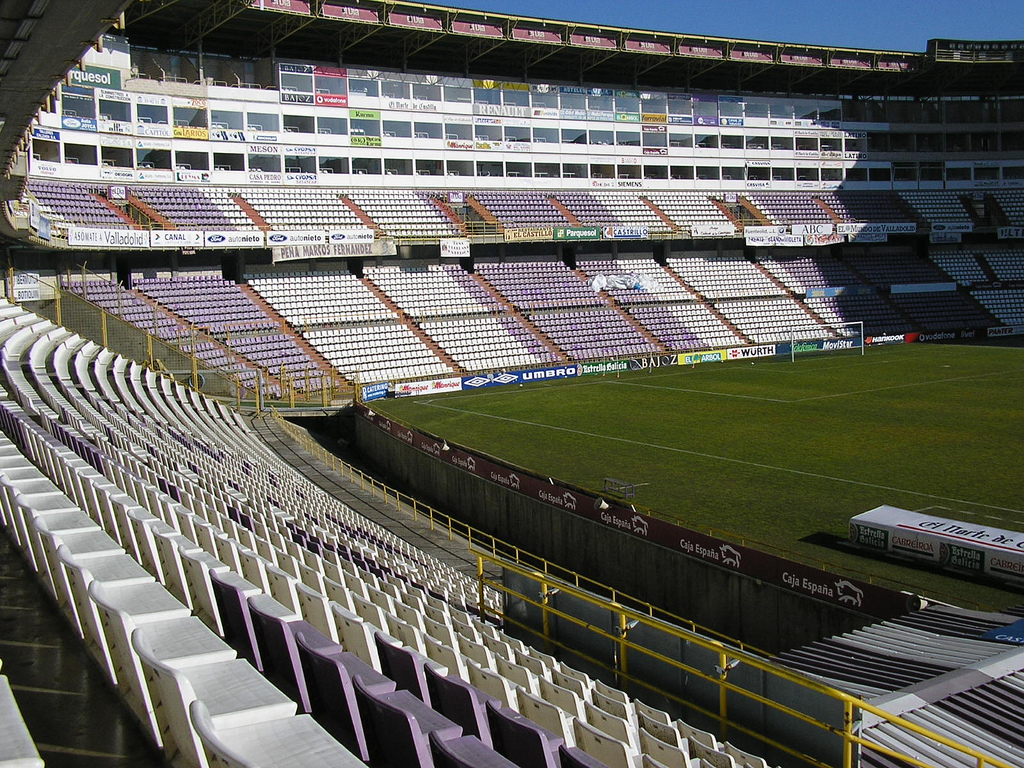
Estadio José Zorilla

Az Estadio José Zorilla egy spanyol labdarúgó-stadion. Kapacitása 26 512 fő. Valladolid városában található. 1982. február 20-án avatták fel. A másodosztályú Real Valladolid CF bérli. Tulajdonosa a valladolidi önkormányzat.

## Fordítás
Ez a szócikk részben vagy egészben  az   Estadio Nuevo José Zorrilla című angol Wikipédia-szócikk fordításán alapul.  Az eredeti cikk szerkesztőit annak laptörténete sorolja fel. Ez a jelzés csupán a megfogalmazás eredetét és a szerzői jogokat jelzi, nem szolgál a cikkben szereplő információk forrásmegjelöléseként.

## További információ
- Estadio José Zorrilla (spanyolul)